# Ethnoscience
L'ethnoscience est une branche de l'ethnologie qui étudie les concepts et les systèmes de classification que chaque société élabore pour comprendre la nature et le monde.

## Origines de la notion
Les sciences de la nature, cherchent par leurs expéditions exotiques à étudier les plantes et les animaux, en ignorant consciemment le savoir local sur l'environnement, sans se rendre compte que les scientifiques eux-mêmes organisaient leur recherche et leur analyse depuis un univers mental également très déterminé, dans la recherche, mais aussi dans l'illusion d'une objectivité scientifique.
Parallèlement, les ethnologues comme Claude Lévi-Strauss perpétuèrent la tradition de conjonction des sciences naturelles et des sciences humaines en procédant à des comptes-rendus extrêmement précis et documentés des modes de classification liés aux divers usages faits des végétaux et des animaux par les peuples qu’ils étudiaient et en comprenant alors que le langage lui-même, comme outil d'analyse de la diversité, servait à organiser un savoir local sur l'environnement humain, non humain. Ainsi des terminologies de parenté extrêmement fines permettent de décrire avec précision des relations entre plantes, animaux et humains. Claude Lévi-Strauss dans La Pensée sauvage, nous rappela alors, que les modes d'intelligibilité non occidentaux, fonctionnent comme des formes de pensée différentes avec des appareils cognitifs communs.

### La New Ethnology
C’est à la "new ethnology" américaine d’après guerre que l’on doit la définition du concept d’ethnoscience comme objet d'étude, au moyen des outils de la linguistique, des modes de taxonomies développés par les sociétés humaines pour comprendre leur environnement. Bientôt, du fait de la division croissante des disciplines scientifiques, l’ethnoscience se fragmenta au fur et à mesure qu'elle fut annexée à des disciplines faisant abstraction des données anthropologiques, en particulier avec les recherches d'ethnopsychiatrie de Georges Devereux.